# Луїс Карлос Галан
Луїс Карлос Галан Сарміенто (ісп. Luis Carlos Galán, 29 вересня 1943 Букараманга, Сантандер — 18 серпня 1989 Соачі, Кундінамарка) — колумбійський журналіст і політик, жертва наркомафії.

## Біографія
Луїс Карлос був третім з дванадцяти дітей Маріо Галана Гомеса і Сесілії Сарміенто Суарес. Він був двоюрідним братом колишнього генпрокурора Колумбії Альфонсо Вальдівієсо Сарміенто. У 1949 році після замаху на Хорхе Еліцера Гайтана родина Галан переїхала до Боготи. Спочатку Галан відвідував коледж в Букараманзі, з 1952 року коледж у Боготі. У підлітковому віці Галан брав участь у студентських протестах 1957 року проти режиму Густаво Рохаса Пінільї. Він був затриманий на одну ніч. В 1960 році Галан закінчив з відзнакою університет у Боготі, де вивчав право та економіку. Закінчивши навчання в 1965 році, він почав працювати в щоденній газеті «El Tiempo». Того ж року народився його дошлюбний син Луїс Альфонсо Галан Корредор.
У 1971 році він одружився з журналісткою Глорією Пахон Кастро, і в них народилось троє дітей: Хуан Мануель, Клаудіо Маріо та Карлос Фернандо.
Галан був довіреною особою президента Карлоса Льєраа Рестрепо. Його наступник Місаель Пастрана Борреро призначив в 1970 році Галана міністром освіти. У 1972 році його відправили послом до Італії. Повернувся в 1987 році, щоб стати офіційним кандидатом у президенти від Ліберальної партії.
Галан підтримував закон про екстрадицію злочинців у США.
Він був сенатором у той час, коли наркодилери у Медельїні розширювали свій бізнес на міжнародному рівні. Разом з тодішнім міністром юстиції Родріго Ларою Боніллою Галан боровся з наркоділками, після чого в 1984 році був вбитий Лара Бонілла. Незважаючи на цю атаку, Галан продовжував боротися з наркобаронами.
Отримавши кілька погроз у вбивстві, Галан був застрелений вбивцями, найнятими наркокартелями, 18 серпня 1989 року під час своєї публічної демонстрації в місті Соача, департамент Кундінамарка. На той момент він впевнено лідирував в громадських опитуваннях серед усіх кандидатів у президенти. Його вбивство досі залишається не розкритим до кінця.
Похований на Центральному кладовищі Боготи.
Після вбивства Галана колумбійський уряд активізував боротьбу проти наркоманів у Медельїні разом із DEA, адміністрацією з питань наркозахисту. Це призвело до «Наркотероризму», в якому картель Медельїна тероризував Колумбію жорстокими нападами протягом багатьох років. Боротьба з картелем Медельїна закінчилася в 1993 році смертю Пабло Ескобара. Пізніше це пішло на користь Картелю Калі, іншому об'єднанню колумбійських наркобаронів у Калі.